# Десять добрих заповідей
Десять добрих заповідей (яп. 十善戒, じゅうぜんかい, дзюдзен-кай) — десять заповідей в японському буддизмі. Мають форму заборон. Набули поширення завдяки релігійній діяльності Дзіуна (1718 — 1805), ченця секти Сінґон.

## Заповіді
- Не вбивай[1] — не вбивай живих істот навмисно.
- Не кради[2] — не бери речей, які тобі не належать.
- Не перелюбствуй[3] — не живи в сексуальній розпусті.
- Не бреши[4] — не говори неправду.
- Не базікай[5] — не займайся марними  балачками.
- Не лихослов[6] — не вживай поганих слів.
- Не лицемірствуй[7] — не говори одним одне, а другим інше.
- Не пожадай[8] — не викликай надмірних бажань у серці.
- Не гнівись[9] — не обурюйся надміру.
- Не помиляйся[10] — не заперечуй існування законів причинності, розплати  і  переродження.